# Gare de Hinodechō
La gare de Hinodechō (日ノ出町駅, Hinodechō-eki) est une gare ferroviaire située dans l'arrondissement de Naka, à Yokohama dans la préfecture de Kanagawa au Japon. Elle est exploitée par la compagnie ferroviaire privée Keikyū.

## Situation ferroviaire
La gare de Hinodechō est située au point kilométrique (PK) 24,8 la ligne principale Keikyū.

## Histoire
La gare de Hinodechō a été inaugurée le 26 décembre 1931.
Keikyū a introduit la numérotation de ses stations le 21 octobre 2010 ; la gare de Hinodechō s'est vue attribuer le numéro KK39.

## Services aux voyageurs

### Accès et accueil

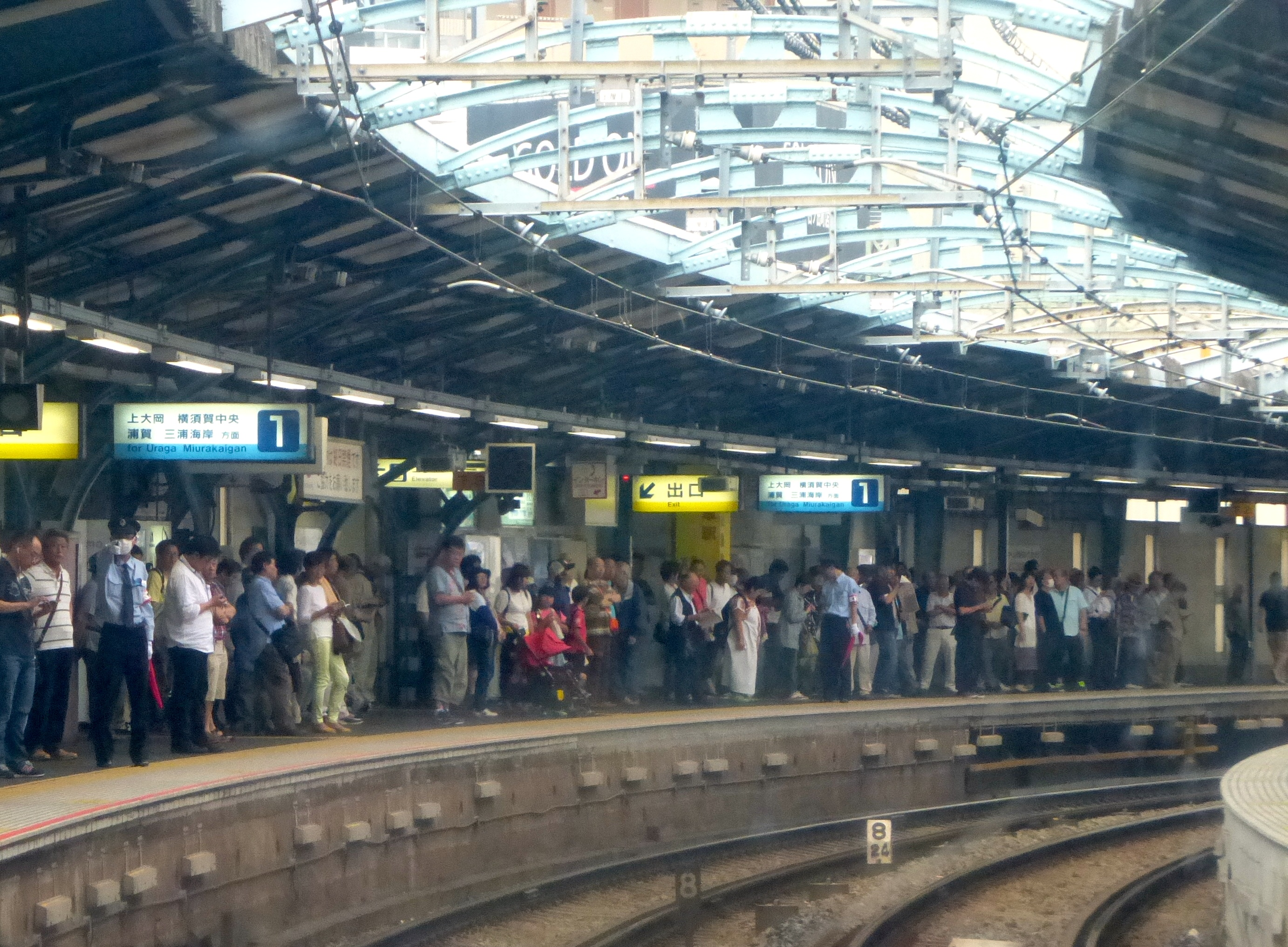
Quai de la gare, juin 2015

La gare se compose de deux quais latéraux opposés surélevés avec le bâtiment de la gare en dessous qui dispose de guichets, ouverts tous les jours.
Des portes palières ont été installées sur les deux quais le 2 avril 2022.

### Desserte
Ligne principale Keikyū :
- voie 1 : direction Kami-ōoka, Zushi-Hayama et Uraga
- voie 2 : direction Yokohama, Aéroport de Haneda Terminal 1 et 2, Shinagawa, Sengakuji et Oshiage